# Tetradiclis
Tetradiclis es un género con cuatro especies de plantas con flores perteneciente a la familia Nitrariaceae. 

## Especies seleccionadas
- Tetradiclis corniculata
- Tetradiclis eversmanni
- Tetradiclis salsa
- Tetradiclis tenella